# HMS Malaya (1915)
HMS Malaya byla britská bitevní loď třídy Queen Elizabeth, postavená během první a nasazená i za druhé světové války. Stavbu lodi zaplatila vláda tehdejší Britům podřízené Malajsie a loď tak byla pojmenována na její počest.

## Osudy

### První světová válka
Malaya byla součástí 5. eskadry bitevních lodí a účastnila se s ní bitvy u Jutska. V bitvě ji osm zásahů těžce poškodilo. 

### Meziválečná doba
V roce 1922 Malaya odvezla posledního osmanského sultána Mehmeda VI. do exilu nejdříve na Maltu a později do San Rema.
V meziválečné době byla loď modernizována. Komíny se spojily v jeden, byla zesílena pancéřová paluba, změněny nástavby, instalována protitorpédová obšívka a loď dostala také katapult (kolmo k ose lodi) a dva hangáry. Měnilo se i složení výzbroje.

### Druhá světová válka
Během druhé světové války loď sloužila především ve Středomoří. Dne 20. března 1941 ji zde zasáhlo a poškodilo torpédo německé ponorky U-106. Loď pak musela odplout do New Yorku, kde byla čtyři měsíce opravována. V září roku 1941 loď nesla lehkou výzbroj ve složení 8× 102 mm, 16× 40 mm a 15× 20 mm (torpédomety byly odstraněny). V roce 1942 přibylo 16× 40 mm a z lodi byl odstraněn katapult, na jehož místo byly namontovány další čtyři 102mm kanóny. V roce 1943 pak byla z kasemat odstraněna všechna 152mm děla. V letech 1943–1944 loď především doprovázela spojenecké konvoje. V roce 1944 byl počet 20mm kanónů zvýšen až na 45 hlavní. Koncem roku 1944 byla Malaya převedena do rezervy a v roce 1948 byla prodána do šrotu.